# Чепа Володимир Олександрович
Володимир Олександрович Чепа (рос. Владимир Александрович Чепа; 22 квітня 1990, Бистра, РРФСР — 12 липня 2023, Роботине, Україна) — російський офіцер, майор ЗС РФ. Герой Російської Федерації.

## Біографія
В 2008 році закінчив Бистрянську середню школу №15. В 2008/13 роках навчався на факультеті військової розвідки Новосибірського вищого військового командного училища, після закінчення якого був призначений командиром розвідувального взводу, потім — розвідувальної роти 810-ї окремої бригади морської піхоти. Учасник анексії Криму. З 2022 року — командир розвідувального батальйону своєї бригади. З 24 лютого 2022 року брав участь у вторгненні в Україну. Загинув у бою. 23 липня 2023 року був похований в Мінусінську.

## Нагороди
Отримав декілька нагород, серед яких:
- Медаль ордена «За заслуги перед Вітчизною» 2-го ступеня з мечами
- Медаль «За повернення Криму»
- Медаль «За участь у військовому параді на День Перемоги»
- Звання «Герой Російської Федерації» (12 жовтня 2023, посмертно) — «за мужність і героїзм, проявлені під час виконання військового обов'язку.»